# 高城郡 (江原特別自治道)
高城郡（コソンぐん/こうじょうぐん）は、朝鮮半島の中東部、大韓民国江原特別自治道沿海部に位置する郡である。朝鮮半島を横断する軍事境界線の最東部で、北朝鮮に同名の行政区域がある。

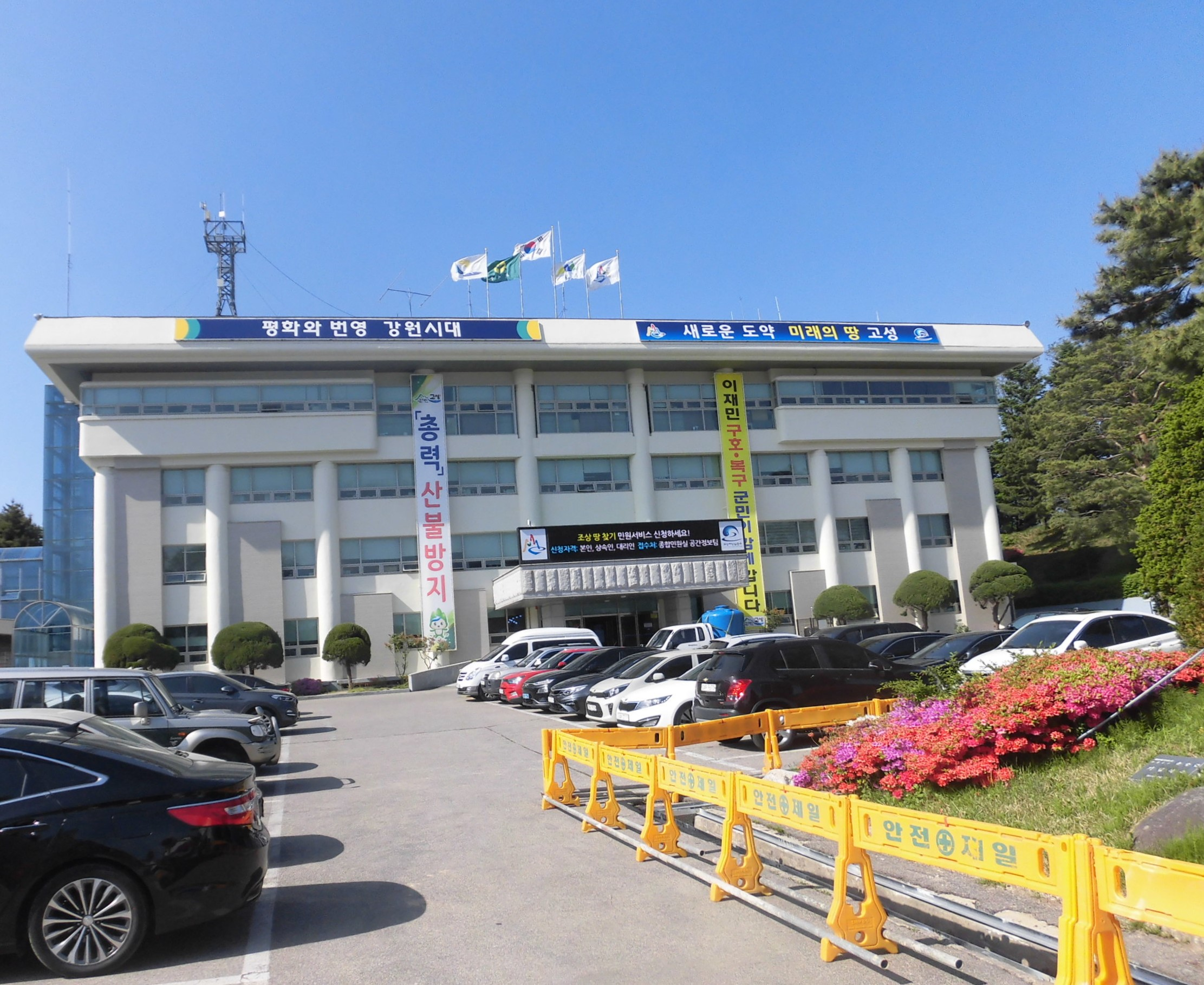
高城郡庁

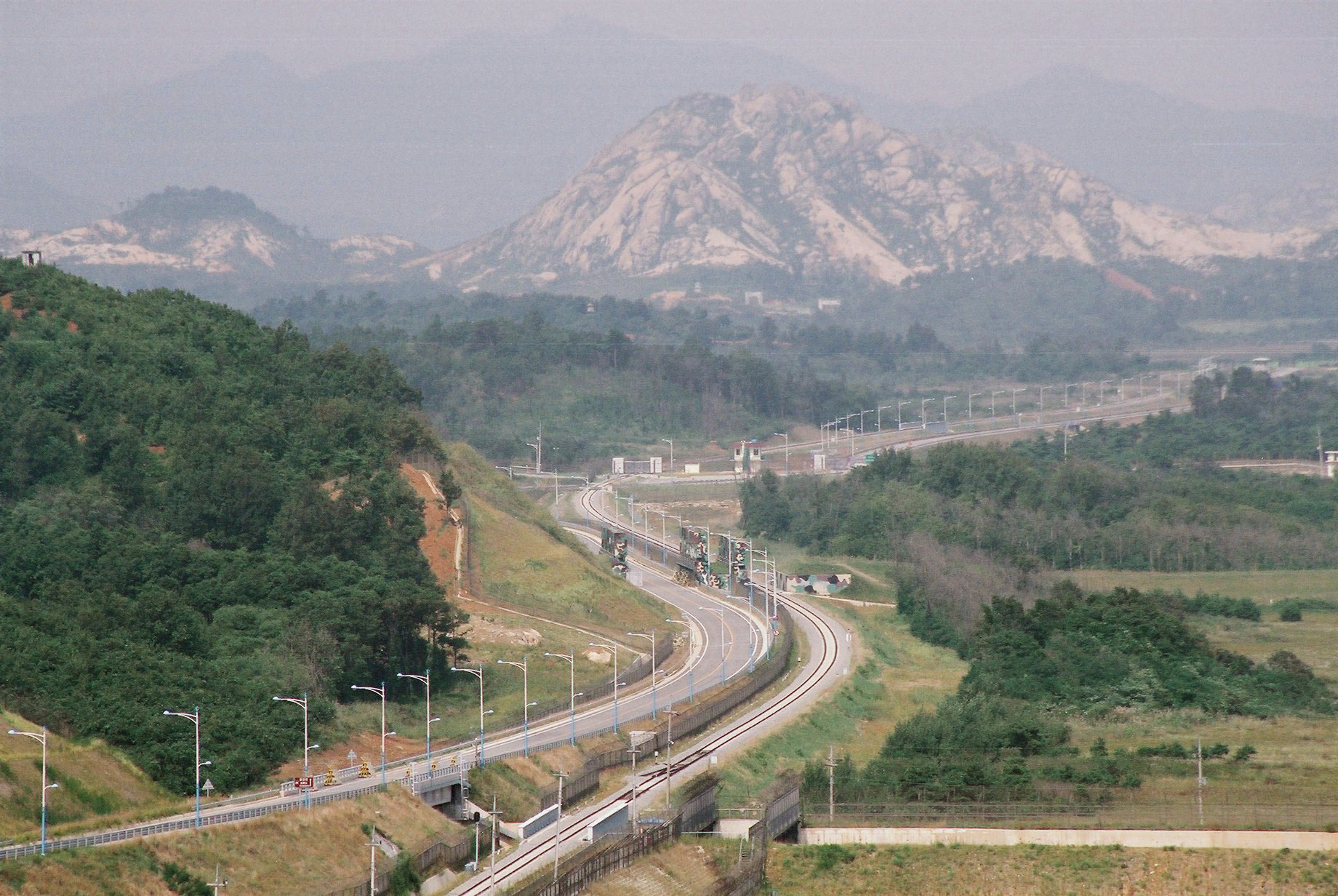
統一展望台より北を望む。東海北部線の線路が伸びている（2005年9月）

西南に麟蹄郡、南に束草市と接する。韓国統治領域内で最も北に位置する統一展望台（1983年開設）があるほか、美しい自然に恵まれており観光客も多い。海水浴場やスキー場なども開発されている。

## 歴史
- 日韓併合までは杆城郡の区域であった。
- 1953年7月27日 - 朝鮮戦争休戦に伴い、38度線以北を韓国が収復。
- 1954年11月27日 - 収復地区臨時行政措置法により、韓国統治領域内の高城郡に対する施政権が回復。以下の4面で再出発。[2]
  - 杆城面・巨津面・県内面（高城邑の韓国政府統治区域を編入）・水洞面（一部）
- 1963年1月1日 - 襄陽郡から竹旺面・土城面を返還。[3]（6面）
- 1973年7月1日（1邑5面）[4]
  - 巨津面が巨津邑に昇格。
  - 土城面の一部（永郎洞、章沙洞）が束草市に編入。
- 1979年5月1日 - 杆城面が杆城邑に昇格。[5]（2邑4面）

## 行政

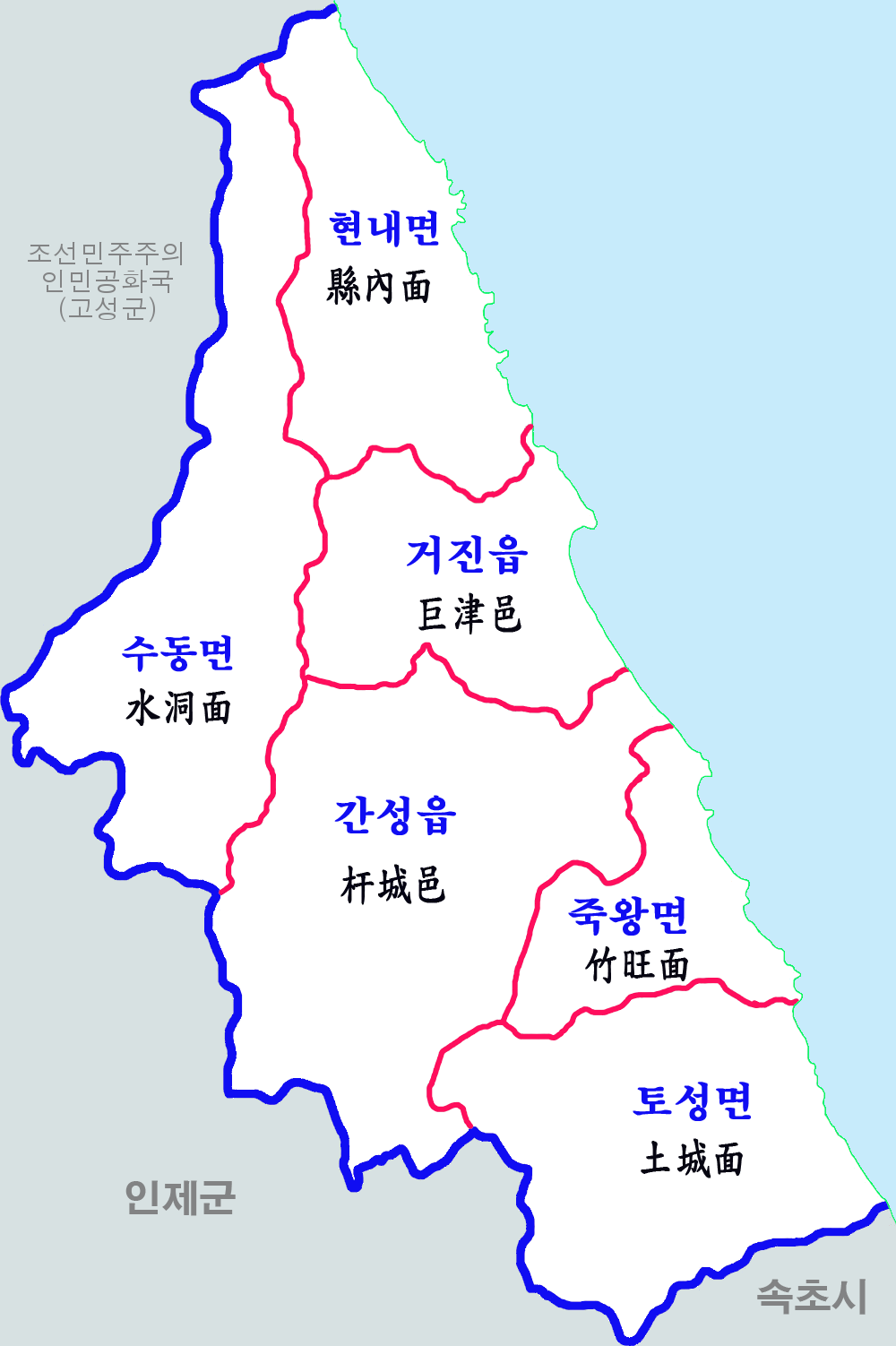
行政区域図

### 下位行政区画
2邑4面からなる。郡庁は杆城邑下里にある。
| 邑・面 | 法定里 |
| ------ | --- |
| 巨津邑 | 巨津里、花浦里、源塘里、松亭里、龍下里、山北里、松江里、石門里、草渓里、大垈里、松竹里、盤岩里、松浦里、蓬坪里、冷川里、梧亭里、慈山里     |
| 杆城邑 | 下里、新安里、東湖里、蓬壺里、上里、澗村里、校洞里、海上里、広山里、魚川里、長新里、陳富里、塔洞里、仙遊室里、金水里、塔峴里、屹里         |
| 県内面 | 大津里、鉄桶里、草島里、竹亭里、山鶴里、禾谷里、馬達里、麻次津里、明波里、培峰里、剣蔵里、蛇川里、猪津里、松峴里、明湖里、松島津里、大康里 |
| 竹旺面 | 加津里、公峴津里、九城里、馬坐里、文岩津里、三浦里、松岩里、野村里、五峰里、五湖里、仁亭里、香木里                                         |
| 土城面 | 橋岩里、錦花亭里、桃院里、栢村里、鳳浦里、城垈里、星川里、新坪里、我也津里、龍岩里、龍村里、雲峰里、元岩里、仁興里、天津里、清澗里、鶴也里 |
| 水洞面 | 新垈里、外沔里、徳山里、沙飛里、姑味城里、新炭里、沙泉里、上院里                                                                           |

- 県内面の一部および水洞面全域は民間人出入統制区域内の無人地域である。水洞面の戸籍などに関する業務は杆城邑で取り扱っている。

### 警察
- 高城警察署

### 消防
- 高城消防署

## 産業
漁業が盛んであり、「郡の魚」としてスケトウダラを指定している。

## 姉妹都市
韓国国内
- ソウル特別市江北区
  - 2000年5月30日 － 姉妹結縁締結

韓国国外
- 鶏西市（中華人民共和国黒竜江省）
  - 2001年3月14日 － 姉妹結縁締結

## 交通
- 東海北部線
  - 猪津駅

## 観光
- 高城統一展望台
- DMZ博物館
- 統一安保公園
- 花津浦湖
- 松池湖
- 海洋博物館
- 金剛山自然史博物館
- 金日成別荘
- 李承晩大統領花津浦記念館
- 失郷民歴史史料館